# Острову-Тетару
Острову-Тетару, Остров-Тетару (рум. Ostrovu Tătaru) — село у повіті Тулча в Румунії. Входить до складу комуни Кілія-Веке.
Село розташоване на відстані 267 км на північний схід від Бухареста, 39 км на північний схід від Тулчі, 143 км на північ від Констанци, 92 км на схід від Галаца.